# はじめてのあく
『はじめてのあく』は、藤木俊による日本の漫画作品。『週刊少年サンデー』（小学館）にて、2009年6号から2012年24号まで連載されていた。「My First Mr.Akuno」という英題が付いている。略称は「はじあく」。単行本は全16巻。

## 概要
「こわしや我聞」に続く藤木俊による2作目の長期連載作品。三葉ヶ岡高校を主な舞台として繰り広げられるラブコメディーで、作者としては3年ぶりの連載作品。読み切り漫画『進めギガグリーン』の世界観が背景にあり、作中で出ている悪の組織の名前が共通している。作者がおまけを描くのが好きで、単行本はオマケページが充実している。キャラクターの名前などに特撮ヒーローものに対するリスペクトが強く感じられる他、藤子不二雄や石ノ森章太郎への敬意も垣間見られる作品でもある。

## あらすじ
ごく普通の女子高校生・渡恭子（キョーコ）は高校1年生の春のある日の朝、突然得体の知れない男に改造されそうになる。危機一髪で難を逃れたキョーコだったが、その男はキョーコも長らくその存在を知らなかった従弟・阿久野ジローだった。おまけに、彼の一家は世界征服を狙っていたこともある「悪の組織」なのだという。ジローは組織が正義の人達によって壊滅させられたため、姉のエーコと共に渡家に居候することとなるのであった。キョーコの受難の日々の始まりである。

## 登場人物
年齢は登場時のもの。物語の中で時間が進行しており、学年の進級やキャラクターの誕生日などを迎えている。

### 渡家と阿久野家
阿久野 ジロー（あくの ジロー）
主人公。15歳。12月24日生まれ。悪の組織「キルゼムオール」で父の仕事を手伝っていた。
正義の味方に組織を壊滅させられたため、姉のエーコとともに従姉の渡家に転がり込んできた。本人達は覚えていないが、キョーコとは幼少期にも会ったことがある。
悪の組織きっての天才科学者「ドクトルJ」を自称しており、改造好きの悪の科学者（マッドサイエンティスト）で、何かと人やモノを改造したがる。父の後を継いで次期首領となる予定。
天才と自称するほど非常にプライドが高く、自分に反抗するキョーコを改造したうえで、手下にしようと画策している。
トラブルメーカーでもあるため平穏な日常生活を送りたいキョーコにとっては頭痛の種である。
キョーコの高校に編入しており、同じクラスに通っている。
常にマント（オートマント）を着用しており、そのマントはジローの意思で自由自在に変化し、その威力は鉄をも切り裂く可動アーマーで、ジローはこれで敵を攻撃したり、移動手段に使用したりと活用している（一応遠隔操作もできるが、細かい操作はできない）。また、夏場は相当暑いらしい。ジロー自身の体力や運動能力はお世辞にも高いとは言えず、マント無しではキョーコにも完敗する上、逆上がりすらできない。
コロッケが好物で、よくキョーコに晩ご飯で作ってもらっている。ずっと組織内で生活してきたため極度の世間知らずで型破りな男だが、根は非常に真面目で素直な良い奴。
3年生に進級した際「上に立つ者になり、組織へ貢献できる事は何か」としてキルゼムオール三葉ヶ岡支部（通称キルゼム部）を設立する。活動内容は体力作りや必殺技の練習、山奥への合宿など。ジローが部長の際の部員はキョーコ、黒澤、サブロー、ルナの5人。
女性に免疫がなく女心に疎いが、不器用ながらも優しい性格ゆえ、作中で多くの女性から好意を向けられている（キョーコ、シズカ、乙型、ルナ、花子など）。キョーコのことは当初は改造素体としか見ていなかったが、しだいに無自覚ながらキョーコを特別に想うようになり、キョーコが危機に陥ると底力を発揮する。父イチローにキョーコが殺されたと思った際は激昂し、「キョーコのためなら喜んで世界を敵に回してやる」とまで言った。最終話ではキョーコに自分からキスして「改造させてもらう。俺の嫁に」とプロポーズの言葉を贈った。
最終巻のおまけまんが（最終話から3年後）では新組織設立（本人曰く「実家ののれん分け」）に向けて奮闘しており、設立の暁にはキョーコと結婚する予定。
前世はツクツクボウシだった様子。
名前の由来となったのは「人造人間キカイダー」のジロー。自称は「仮面ライダーV3」のドクトルGから。
渡 恭子（わたり キョーコ）
ヒロイン。登場時は15歳。三葉ヶ岡高校1年4組。7巻からは2年4組。双子座のA型。
ごく普通の女子高校生だったが、従弟のジローとの出会いと、彼とその姉・エーコの居候により受難の日々が始まる。
ボサボサ頭に眼鏡をかけており、ジローに“無乳”呼ばわりされるほどの幼児体形の持ち主。
妄想好きであり、自分の妄想を「誰にも見せられない」妄想ノートに書き込んでいる。しかし、ジロー達が来てからはあまり書かれる場面は見られない。　
母親を病気で亡くしてから父子家庭で育ったため、料理を始め家事全般に関するスキルはかなり高い。その母の命日と自分の誕生日が同じ日で、ジローが来るまで誕生日を祝ってもらったことがなかった。
一見大人しそうな文学少女風の外見とは裏腹に、気の強さや運動神経の高さなどから一部の男子からマニアックな人気があり、「渡恭子ファンクラブ」（通称「渡クラブ」）なるものまで密かに発足している。
格闘能力の資質が高いらしく特に蹴り技が強力で多用する。そのためジローからは改造素体として狙われている。
地味だが整った顔立ちをしており、一度眼鏡を外して髪を整えて登校したときには男子生徒からモテモテだったが、一日でやめている。理由は「おしゃれに時間を使うのがめんどくさい」から。
言葉遣いが荒く暴力的なところもあるが、基本的には優しく気配りのできる性格である。しかし中学時代にはクラスメイトとは口を聞かずに心を閉ざして孤立していた時期があった（当時を知るアキとユキは「暗黒モード」と呼んでおり、本人もその頃のことはあまり思い出したくない様子。中学1年生のときの母親の死がきっかけと思われる）。アキとユキと話すようになって明るくなり、さらにジローが来てからは一層明るくなったようだが、まれに心を閉ざすことがあり繊細な一面がある。
非常識でトラブルメーカーなジローには困惑しており、時折キレることもあるがなんだかんだで受け入れている。一緒に過ごしているうちにジローのことを異性として意識するようになり、ジローが別の女の子と接近すると機嫌が悪くなるなど嫉妬深い一面を見せるようになった。四ノ原カズに攫われて人質にされた際、ジローが身を挺して守ってくれたことから、自分の恋心をはっきりと自覚する。最終話ではジローとキスを交わして彼のプロポーズを受け、最終巻のおまけまんがでは結婚を前提に交際している様子。
苗字は特撮ヒーローもので一躍スターダムにのし上がった「渡洋史」に由来する。
外見のモデルは作者が高校時代に好きだった女子であり、のちにモデル本人からネット経由で連絡が来たとのこと。
阿久野 エーコ（あくの エーコ）
ジローの姉。登場時は23歳。従姉妹のキョーコとは顔馴染み。大卒。
ロングの黒髪・ナイスバディの美女で、いつもニコニコとした清楚な雰囲気だが、見た目とは裏腹にアバウトで腹黒く、何かと暴走しがちな弟に厳しいツッコミをかますキツい一面も持つ。ジロー達の起こすトラブルを面白がる傾向があり、ジローとキョーコをくっつけようと画策していたりもする。
組織時代は「シャドウレディ」なる作戦参謀として働いており、立てる策略は組織内で最も成功率が高かったらしい。が、時折発揮する悪だくみには穴が多い。どちらかと言えば身体能力の方が（就職活動などで）注目されており、目にも留まらぬスピードにより一瞬で離れた場所まで跳躍し、飛び蹴りで建物もろとも標的を突き破るなど、超人的な怪力・身体能力を持つ。正義の味方の世界では「歩く悪ふざけ（ザ・フリーダム）」の異名で知られる程の大物。
非常にぐうたらな性格で、家の中ではネットやテレビを観て過ごしているダメ人間。それでも全く体型が変わらないことをキョーコには羨ましがられている。
時々故郷である九州の方言が出る。なぜか「マイ電柱」を持っていて、尾行に使ったり、部屋にたくさん置いてある。大学時代は型破り過ぎたため「超残念な美人」と言われており、彼氏はできたことがない。現在は就職難によりなかなか再就職先が見つからず、絶賛求職中の無職でニート。最初こそ就職活動をしていたが、1年もしないうちにハロワすら行かない食っちゃ寝生活となった。
最終話ではジローの組織に入る予定になっているが、まだ組織ができていないため無職であり、最終巻のおまけまんがでも変わらず無職である。
キョーコ乙型（キョーコおつがた）
ジローが作ったキョーコそっくりの家政婦ロボ。ただし、キョーコと区別をつけるために胸は巨乳である。また、常にメイド服を着ており、髪型はキョーコがブラッシングしてサラサラになっており、眼鏡もかけていないためキョーコと区別するのは容易である。邪悪な気配に反応するアホ毛があるが、ジローに反応したりシズカの妄想に反応したりと反応の基準は不明。
ジローの父親が作ったAIが使われており、その性格は礼儀正しく素直で純粋。ただし、生まれたばかりなので超世間知らずで、いわゆるポンコツキャラ。
キョーコのサポートのために作られたはずが、ジローが自分のことを作ってくれたために、常にジローを最優先にしている。ジローには忠誠心というより恋愛感情に近いものを抱いており、近くにいると胸のモーターが高鳴るらしい（本人はこの高鳴りを大事にしており、修理されることを嫌がっている）。肝心な時にキョーコのサポートが出来ず時々トラブル起こすため、キョーコの世話になることもしばしば。なお乙型の誕生のおかげでキョーコの負担も減り時間に余裕が出てきた様子。
高い身体能力を誇り体には100の内蔵武器が搭載されている。
コーラを飲むとなぜか酔う。また水が苦手で感電してしまう。
最終話ではエーコと同じくジローの組織に入る予定になっている。
阿久野 アヤ（あくの アヤ）
ジロー、エーコの長姉。元キルゼムオールの幹部。登場時は27歳。ジローからは「大姉上」と呼ばれている。
黒髪のロングヘアで後ろで一本に束ねていて、眼鏡を着用している。巨乳。
組織の跡取りであるジローを溺愛しているブラコン。渡家に現れた当初は、弟をたぶらかす（?）存在としてキョーコを敵視するが、その完璧なまでに磨き抜かれた家事技能の高さと気立ての良さを見てからは、すっかりキョーコがお気に入りになり、ジローの嫁に来てほしいと思っている。
父の作った手提げカバン型のアイテムを使って大気を操ることができる。妹弟のしつけには厳しく、このアイテムで強力なおしおきをするため、特に妹のエーコに恐れられている（組織では「鬼軍曹」と呼ばれていた）。
現在は福岡の銀行で働いており、かなり仕事ができる様子。単行本のおまけまんがで登場することが多く、純粋な性格ゆえ、銀行の後輩の女性たちによくイジられている。また、男性社員にも人気があり、叱られて喜ぶ男も多い。酒乱の気がある。
戦部に好意を寄せられていたが終盤まで全く気づいていなかった。しかし戦部に興味がなかったのではなく、大人の彼が自分のような小娘を相手にするわけがないと思っていただけで、後輩に言われた言葉をきっかけに急激に異性として意識するようになった。
最終巻のおまけまんがでは、戦部と結婚して娘を出産してから組織を引退して育児専念となったことが明かされている。彼女の結婚式には、阿久野家の三女フミ（アヤ、エーコの妹）が登場している（同作者の読み切り作品『進めギガグリーン』のヒロインで、エーコ曰く「正義の人と結婚した」とのこと）。
阿久野 エミ（あくの エミ)
阿久野家の母。キルゼムオールでは大幹部だった。見た目は若くさっぱりした性格だが、実はエーコと同タイプで、むしろエーコよりも手ごわい人物。アヤ、エーコと同様にキョーコのことを気に入っているが、娘たちと比べると手口は強引で、キョーコを風呂場で気絶させてジローに襲わせようとしたこともある（ジローが鼻血を出して気絶したため未遂）。
阿久野 イチロー（あくの イチロー）
ジローの父でキルゼムオール首領。再建資金を集めるためにラスベガスに行っているらしい。家族の知らないところでサブローを養子にして「ジローの弟」としていた。乙型のAIは彼が制作したものであり、ジローにも手が出せない代物であることから、科学者として優れていることがうかがえる。人知れず真世界（ネビロス）を壊滅させており、戦闘力や策謀も底が知れない（ただし再建資金を使ってしまったため組織再建が延期になった）。
終盤で初登場。ジローをそのまま大人にしたような外見で、ジローよりワイルドな印象。息子とは違い女性にフランク。
ジローが学校生活を気に入り悪の組織への復帰を迷っていることを察し、目の前でキョーコを殺害したふりをして、ジローの本心を引き出させた。息子のために悪役を演じるなど、その愛情は本物だが人騒がせであり（エーコ曰く「お父さんが動く時ってホントにハタ迷惑」）、この騒動の後はエーコやジローの学友たちに追い回された。
阿久野サブロー
ジローの弟でにわか忍者のウクライナ人。九州弁で喋る。金髪で小柄。
ジローの社会勉強が組織復興までに間に合わなかった場合の保険として、イチローがいつの間にか養子にした。
ワンルームマンションに住むなどジローより待遇がいい。のちに復興に向けての節約と修行のため、公園での野宿に変えた。
本名はクラウゼ・ウンチェンコだが、ジローの父に名乗った際に大笑いされたというトラウマがあるため、あまり本名を名乗りたがらない。
最終話のおまけまんがでは、身長がかなり伸び、ルナと交際していることが明かされた。
キョーコの父
本名は不明。ハゲ頭（スキンヘッド）だったのをジローにフサフサのアフロに改造してもらった（そのついでに腕が飛ぶようになっていた）。
大らかというか、のほほんとした性格で、組織の壊滅により住む所を失ったジロー達をあっさり受け入れる。息子が欲しかったらしく、ジローを気に入っている。
キョーコの母
本名は不明。故人。容姿はキョーコにそっくりだが、娘とは違い巨乳で、さほど小柄でもない。キョーコが中学1年生の頃、喧嘩したままで死別したため、キョーコの心に深い傷を残していた。ビデオカメラに残された思いがジローのアイテムによって立体化され、生前の思いは娘へと届けられた。キョーコに似て少々口が悪いが、最期まで娘の幸せを願っていた。
かつては悪の組織で働いており、東京に遠征に来ていた際にキョーコの父と出会っている。
ポチ
キョーコの家で飼っている犬。ジローの特殊アイテム（ジハクシール）により言葉が話せるようになった。
ジローよりも世の中のことを知っているので、ジローは「師匠」と呼んで慕っている。普段は他人の意見になかなか従わないジローだが、ポチの言うことには素直に従う。ジローと朝の散歩に行くのが日課。
犬なのに落ち着いた雰囲気を持ち、含蓄がある台詞でジローを励ますなど、とても頼もしい。無職でだらしないエーコには苦言を呈している。
子供が苦手らしい。また、彼女（メス犬）がいるようである。

### 三葉ヶ岡高校の関係者

#### キョーコの友達
中津川 秋穂（なかつがわ あきほ）
通称「アキ」。キョーコのクラスメイトにして親友その1。登場時は15歳。血液型はA型。
やや背が高く（169cm）、ポニーテールにジャージ姿の活発な印象の女の子。
キョーコとは違い巨乳でバストは87のDカップ（ユキいわく「あたしが揉んで育てた」らしい）。そのため、胸に関するセクハラを（主にユキから）されることが多く、渡クラブ会長の赤城にはよく「ムダ乳女」と呼ばれる。
性格は純情で、ジローとキョーコのお熱いシーンを見るたびに赤面している。
実家はお好み焼き屋「なかつがわ」。娘バカな父親を持つ。勉強が苦手で体育が得意。
陸上部所属。男女とも人気あるが、むしろ女子から人気が高い。
しだいに赤城のことが気になり始め、その後は彼に家庭教師をしてもらったりなど絆を深め、大学合格後の勢いで赤城に告白したことで両想いのカップルとなる。
最終巻のおまけまんがでは、体育教師を目指しており、大学卒業後に赤城と結婚する予定である。まだキスしかしていないらしい。
東雲 雪路（しののめ ゆきじ）
通称「ユキ」。キョーコのクラスメイトにして親友その2。登場時は15歳。演劇部所属。
セーラー服の上に白っぽい上着を着ており、ウェーブがかった髪を肩でおさげのように2つにまとめている。
社交的で、細かいことは気にしない性格。天然とも大胆とも言える。変人好きだったりと、はっちゃけた一面も。何かあるたびに携帯電話で写メールを撮っている。
ジローとキョーコや、アキと赤城の仲など、恋愛沙汰には興味津々でいじったり応援したりしているが、本人は恋愛経験皆無で、そっち方面の話で自分がいじられると慌てる。体育祭でとある切っ掛けで緑谷が自分に好意を寄せていることを知ってから、徐々に意識し始める。
コスプレが趣味で、学校にまで衣装を持ってきている。かなり際どいコスプレもするらしい。また、オタクの一面も持つ。
学力は学年でも上位であり、「ここはテストに出る」という予想はたいてい当たる。
実家はかなりのお金持ちで、お嬢様である。
終盤になるにつれて緑谷に好意を持つようになり、最終話のおまけまんがではよく二人で遊びに行っているようだが緑谷からの告白はまだであり、告白されるのをずっと待っている状態である。
同作者が「T.O.F」というサークルで出版した同人誌「夏休みの友2」では、最終巻以降のエピソードが収録されており、ついに緑谷の告白を受けることができた。

#### 渡キョーコファンクラブ
キョーコをアイドル視する4人によるファン集団。通称『渡クラブ』。初期は作中でも「変態集団」「一歩間違えればストーカー」等と描かれる有様だったが、根は気のいい人物揃いであり、しだいに非常識な行動は少なくなった。ジローに対しては当初は妬みの念を持っていたものの、誤解が解け、また共に死線をくぐったことで和解。以後はキョーコ達とも打ち解けて部室で一緒に遊んでいたりしている。奇人変人ぞろいではあるが、皆成績優秀で、学年でトップレベルの学力を持つ者ばかりである。また、全員が色に因んだ苗字となっている。
赤城 隆司（あかぎ リュウジ）
渡クラブの会長。登場時は2年。
眼鏡をかけて背が高く、すっきりとした体型、ボサボサで長めの髪。血液型はAB型。作者いわく「男らしい美形」で、メガネをとった際にはアキたちが見惚れるほど。
三葉ヶ岡高校の男子用制服は標準的な金ボタン式の黒い学ランだが、彼だけはファスナー式の白い学ラン（いわゆる白ラン）を着用し、左腕に腕章を巻いている。
生徒会長でもあり、文武両道で実力テストでは学年1位と実は高スペックな人物。が、貧乳好きでネコミミ好き、アニメ絵が上手いなどの面も多い。
キョーコ関連になると熱血かつ直情的になる。巨乳なキョーコはアウトなようで、アキに対しては当初「おっぱい女」「ムダ乳女」などと辛口だった。しかし、受験の為に家庭教師を引き受けて以降、アキに対してジローら以上に自然体で接するようになる。アキから大学合格後に告白された際、告白を承認して自ら結婚前提としたカップルとなる。
最終巻のおまけまんがでは、大学卒業後に弁護士になっており、アキの卒業を待って結婚する予定であることが明かされている。
青木 シンペイ（あおき シンペイ）
渡クラブの一員。登場時は2年。
高身長のガチムチで眼鏡をかけ、ヒゲを生やしている。また、常に頭にタオルを巻き、半袖Tシャツやタンクトップの上にポケットの沢山ついたベストを着ている（完全に私服）。そのため、容貌も合わせて高校生に見えない。
背景で一人ポージングや赤城と一緒にバカをやったりと隠れた活躍(?)をしている。赤城と同じクラスで生徒会に所属し書記を務めている。
写真が得意な盗撮マニア。また、胸筋を動かせるのが特技。
卒業後は受験に失敗して浪人生活を送るが、その際には筋肉が衰えてガリガリになり、精神にも変調をきたすなど、受験に合格して彼女もできた赤城とは対照的な状態だった。一浪して大学合格し、筋肉も復活した。
最終巻のおまけまんがでは、大学でボディビル部に入り元気にやっているが、彼女はできていないらしい。
黄村 ヨシヒト（きむら ヨシヒト）
渡クラブの一員。登場時は1年。
マゾ気質ありのぽっちゃり男子。女の子に攻撃されそうな場面になると一人興奮している（特に、踏まれる事に途方も無い快感を得るタイプ）。貧乳好きだが、巨乳のキョーコもアリ。渡クラブの一員だが、中盤には「正直キミら（キョーコ、アキなど）はあきた」と発言しており、キョーコを愛でるような行動はなくなっていた（というか渡クラブ全員その傾向にある）。
キョーコ達とは別のクラスだったが、2年に進級してからは同クラスに。
半裸での登場が多く、警察の厄介になることもしばしば。
赤城の後を継いで生徒会長に就任した。赤城に比較すると生徒会長の地位を濫用する傾向にあるが、自身が企画したイベントで後夜祭を盛り上げたりなど、なんだかんだでちゃんと生徒会長をやっている。
最終巻のおまけまんがでは卒業後は防衛大に進学したことが明かされている。大学にはオタクがいっぱいいるらしく、楽しくやっている様子。ゲーム業界に顔がきくようになり、そっち方面に就職するらしく、その人脈で緑谷にイラストの仕事を回している。
「作者の分身として覚醒した」というキャラクター。
緑谷 康彦（みどりたに ヤスヒコ）
渡クラブの一員。登場時は1年。
純情でクラブ内では数少ないマトモ成分。外見も好青年。美術部所属。
キョーコと同じ1年4組だが影が薄く、人見知りで友達もいなかったため、勉強会をするまでキョーコ達に同じ組だと気づかれていなかった。個性的で濃いキャラのファンクラブのメンバーと比べるとキャラが薄い割に出番が多い。2年では別クラスに分かれてしまうが、よく顔を出している。
勉強会後はジローやキョーコ達と友情が芽生え、ファンクラブ以外での活躍も増えた。
絵画が趣味。しだいにユキを意識するようになり、美術の課題作成の時はユキにモデルをしてもらおうとジローと一緒に悪戦苦闘して男の友情が深まった。緑谷がユキに好意を抱いていることをジローは見抜いており、二人の恋が実るように応援している。
メガネっ娘の妹の花子がおり、かなり溺愛している。妹も兄を慕っている。
卒業後は美大に進学した。
最終巻のおまけまんがでは、ユキに未だに告白できず、友達以上恋人未満の関係が続いている。大学在学中だが、黄村のつてでイラストの仕事もしており、その仕事で食べていけるようになったらユキに告白するとジローに宣言している（ジローから聞いてキョーコも知っている）。
同作者が「T.O.F」というサークルで出版した同人誌「夏休みの友2」では、最終巻以降のエピソードが収録されており、（うっかり口を滑らせて）ユキに告白して了承をもらい、実に6年越しの恋が実った。

#### その他の生徒
九条 輔之進（くじょう すけのしん）
日本三大企業の一つである九条グループの跡取り。時代劇の殿様のような格好で、常に愛馬「サザンクロス」に乗っている。
父親がキョーコの父と大学時代の友人で、彼らが酒を飲んだ勢いで交わした「子供同士を結婚させる」という約束を果たすためにキョーコを嫁にしようとした。が、エーコによる作戦とジローの頑張り（?）により失敗。
その後、エーコにそそのかされ、馬と一緒に人馬一体で、文字通りジローの当て馬として三葉ヶ岡高校に転入してきた。
自称「無類の女好き」で、美しいor可愛い女性なら無節操に口説く。また、優秀な黒子隊を所有している。ファンクラブの赤城会長と青木と同じクラス。
24話辺りを最後に出番がなくなり、最終的に赤城らの卒業式にも姿が描かれずそのままフェードアウトしてしまった。本人曰く「仕事が忙しく、色々な女性の所に顔を出さなければならない」との事。
山下 みのり（やました みのり）
現役アイドルを務める上級生。登場時は16歳、クラスは2年7組。合唱部所属。
高校生ながら写真集が発売されるほどのアイドル活動をしており、高校最大のファンクラブ「山下みのりファンクラブ」（通称「みのり隊」）では40名以上に支持されている。
可愛らしい顔とは裏腹にあくどい性格でプライドが高く、自分の人気のためにジローを誘惑するが失敗。以後、キョーコを目の敵にしている。
ミスコンではジローのアイテムの影響で自信過剰になりすぎてしまい、壇上で脱いで見事優勝をかっさらった（ただし校内では問題沙汰になった）。
「山下みのりのグラップラー通信」というラジオ番組のレギュラーを持っており、視聴者からは普段のみのりと異なる「黒さ」に人気が出ている模様。
最終話のおまけまんがでは、キョーコと同じ大学に進学していたことが明かされ、現在は先輩としてキョーコと仲良くやっている様子。
山川 マサヒロ（やまかわ マサヒロ）
新聞部部長。3年。爽やかな青年で、背が高く、長髪にヘアゴムをして後ろで小さく結んでいる。インタビュー担当。
田辺（たなべ）
新聞部女子部員。2年。ジト目で礼儀正しいおかっぱの女の子。カメラ担当。エーコにアイス一本で盗撮を頼んだりと、黒い一面も。寡黙だが、キョーコの恥ずかしいシーンを山川に見せないように目隠しさせるなど、女性としてのデリカシーはある様子（また、ツッコミで山川をカメラで殴打していた）。
緑谷 花子（みどりたに はなこ）
緑谷康彦の妹。最初はジローが緑谷宅を訪ねた際に1コマ登場しただけだったが、その1コマで人気が出た。
三葉ヶ岡高校に進学してきてから登場機会が増えた。その後、ユキに誘われて演劇部に入部。
眼鏡をかけていてオドオドした性格。男性に免疫がないが、ジローにはあまり拒否反応を示さず、胸を触られても「イヤじゃなかった」と発言するなど、ジローに対して好意を抱いている可能性がある。
かなりのドジッ娘で、ことあるごとに転んだり頭をぶつけたりする。また、兄の恋路を応援しようとするなど、兄想いな一面もある。
のちに生徒会長になった黄村に、無理やり生徒会書記に任命された。
黄村 ヨシタケ（きむら ヨシタケ）
ジロー達が卒業した年の新入生で黄村の弟。
写真のみの登場だったが、最終巻のおまけまんがで登場。黄村とは似ても似つかない美男子だが、裸体になる、女性に殴られると喜ぶなど変態的なところは兄とそっくりである。入学早々キルゼム部へ入部志願する。

#### 教師
清里 ユカリ（きよさと ユカリ）
三葉ヶ岡高校の新任女性教師。美人で巨乳。
ジロー達が立ち上げた「悪の組織部」を同好会から部に昇格させるため顧問を捜していたところ、1人あまっていたので即決定となった。
優しい性格で、生徒のことをちゃんと見ている良い教師だが、天然で酒癖が悪い。酔っぱらうと服を脱いだり、キスをしてきたりする。
実はエーコの大学時代の後輩。性格が暗くて引っ込み思案だった清里を、積極的に外に連れ出し面倒を見てくれた。そんなエーコのことを尊敬して慕っており、今でもエーコの教えを守っている。
藤田（ふじた）
短髪でヒゲを生やした男性教師。外見は30～40代くらいの印象。フルネームは不明。
ジローやキョーコのクラスの担任で、頻繁に登場する。非常識なジローに対しても落ち着いて対応している。ジローも藤田の前では敬語になり、教官殿と呼んでいる。

### 悪の組織の人々

#### 「キルゼムオール」
福岡の筑後に構えていた悪の組織で、先祖代々の老舗。地元では有名で、廃品回収を手伝ったり、近道のルートの橋を建てたり、住民からも評判が高い。「人にやさしい世界征服」がモットー。福岡には他に博多中心の大組織と、筑後にもう一つ組織がある。九州はどの県も組織が多くて激戦区らしい。設定が福岡なのは作者の出身地であることに由来する。この他の組織の人物は、阿久野家の節を参照のこと。
戦部 イオリ（いくさべ イオリ）
キルゼムオールで働く男性の戦闘員。32歳。
強面でぶっきらぼうな人物で、組織を訪れたジロー一行の民間人にも冷たく接する。しかし、正義の一味との闘いぶりを見て、認識を改め少し受け入れるようになる。
18歳の頃に山で重症を負っているところを助けられたのをきっかけ に阿久野家の長女アヤに想いを抱くようになる。姉妹をアヤの事だけはお嬢さんと呼び、目の前にすると態度が急変する。
恋愛には超が付く奥手なため長年アプローチできずにいたが、プロポーズの練習をしていたのをアヤに聞かれてしまい、幸運にも恋愛関係になれた。最終巻のおまけまんがでは、無事結婚して娘を授かったことが明かされている。

#### 「ゲドウ団」
キルゼムオールとはライバルの悪の組織。キルゼムオールが潰れたせいで、正義側のあたりがきつくなっているらしい。
影山 ゲンゾウ（かげやま ゲンゾウ）
ジローのライバル。陰陽師のような格好をしており、電車襲撃の際は起呪符「爆砲」という技でジローを吹っ飛ばした。
襲撃理由は文句を言うためと、友達（ジロー）出迎えのため。キョーコを「民間人」と呼ぶなど、性格はジローに似ている。
都会に憧れを持っている節がある。また、キョーコにひと睨みされた途端、キョーコのことを意識したあたり、怒鳴られるとゾクゾクしたりする。
その後、ジローが連れてきた女性3人（キョーコ、アキ、ユキ）のアドレスを聞き出そうとするなど、女好きな一面がある。

#### 「ドラキュリア」
九州にある悪の組織。代々ヴァンパイアの一族で引き継がれてきたが、ルナの能力が低いため潰れる寸前だった。
枕崎 ルナ（まくらざき ルナ）
ドラキュリアの首領で、組織での名前は「シルバームーン」。登場時は中学2年。
ゴスロリな格好をしたチビっこ美少女で、小学生扱いするとキレるが、子供料金で映画館に入るなど、しっかり者である。
ヴァンパイアの血族で、霧になったり、血を吸った人間を操り人形にしたりできる。が、血は気持ち悪いので吸わずに汗を舐めて代用している。
蚊取り線香や虫よけスプレーが苦手。
歴代でも能力が低く、その能力を補うために科学者であるジローを組織に入れようとしていた。
中3に進級してからは、受験勉強のストレスをドラキュリアの公式ブログにぶちまけていた。
その後、高校進学でジローの学校に入学。それまで子供の容姿から成長し、少し大人びた女性らしさを見せているが、性格はほとんど変わっていない。
登場時からジローのことは異性として好きで、キョーコに対して譲って欲しいとお願いしたり、能力を使って無理やり我が物にしようとしたこともある。
終盤では、当初いがみあっていたサブローと仲良くなりはじめ、最終話のおまけまんがでは、高校時代に付き合い始めたことが明かされている。
セバスチャン
ルナのお付きのコウモリ。執事のような口調でしゃべる。
ルナのわがままぶりに手を焼いてはいるが、ルナへの忠誠心は高く、ともにドラキュリア再建のために支え合っている。

#### 「ザ・ゴージャス」
強大なスポンサーの資金力を背景にのし上がってきた悪の組織。タワー状のビルやドーム球場らしいシルエットの描写がある。
四ノ原 カズ（しのはら　カズ）
ザ・ゴージャスの総統代理。
悪の組織の会議で登場した際には、キルゼムオールに恥をかかせようとしたためキョーコの怒りを買って蹴り飛ばされ、挙句、その場に突如現れた正義の味方に真っ先にやられて大恥をかく羽目になった。その後、組織の勢力を拡大しようとしてドラキュリアを狙い、借金のカタにルナと政略結婚することでドラキュリアを取り込もうとしたが、ジローの介入で失敗した。
2度も辛酸をなめさせられ、有能な部下は逃げ出しスポンサーもいなくなったため組織は壊滅状態になり、ジローを恨んでいる。キョーコを人質にとってジローのマントを奪い、マントの能力でジローを暴行するが、その場に駆け付けた黒澤、大神によってキョーコは救出され、最期は素手のジローに殴り飛ばれて敗北した。奇しくもこの事件を経て、そのとき険悪だったジローとキョーコの溝は埋まり、キョーコに自らの恋心を自覚させることになった。

#### 「フラン」
長野の悪の組織。長野では悪の組織は珍しいため、フランくらいしか活動していないらしい。
倉田 シンイチ（くらた シンイチ）
フランで働く科学者。通称「Dr.クラータ」。
亡くなった恋人・ユリの魂を生き返らせるため、温泉旅行に来ていたキョーコを誘拐して、ユリの記憶を上書きしようとした。一度はユリの記憶がキョーコに入り、束の間だけユリと会話することが叶ったが、結局は失敗に終わりユリは成仏した。ユリの最期の言葉を聞き入れて計画は断念した。その後の消息は不明。
この騒動の際、「黒澤」という正体不明の協力者がいたが、後述の「黒澤アキラ」との関連は作中で明かされていない。
ユリ（ユリ）
倉田の恋人。故人。気さくな性格で関西弁。
倉田の計画により彼女の記憶はキョーコに上書きされた。しかし効果は一時的で、倉田と束の間だけ会話し、指輪を受け取ったのち成仏した。
死んだ自分を復活させるために倉田が縛られることに心を痛めており、最期は「自分のために生きて」と伝えた。

### 正義の味方の人々

#### 「草壁家」
先祖代々、正義の味方の家系。しかし、近くに悪の組織がいなくなったために先代が正義の活動を中止。そのため、正義見習いとなり収入源が無くなり家計は火の車。正義のため、ごはんのため、ジローに目をつけて監視している。
草壁 ゲン（くさかべ ゲン）
19歳。ガタイのいい熱血の格闘バカ。
家族のために悪の組織を探して三葉ヶ岡高校に潜入したが、なりゆきでキョーコを誘拐してしまい、変態と罵られた。
登場するまでは正義の訓練を受けるために山ごもりをしていたらしい。現在は昼のバイトをしているため、潜入は妹のシズカに任せている。他にも色々とバイトしている。面接ではよく悪の人間であるエーコと会うが、彼はそのことを知らないため、挨拶を交わしたり、良好な仲になっている様子（面接はゲンの全勝）。
必殺技は高速で炎を放つド根性の「ファイアー正義パンチ」。
最終話のおまけまんがでは、正義の試験に合格したことが明かされている。
草壁 シズカ（くさかべ シズカ）
ゲンの妹。長い黒髪を後ろで束ねていて、一見大和撫子のようだがしれっと黒い一面も。兄を支えるしっかりした妹で、弟達に対しては面倒見の良いお姉さん。
実家が段ボール製だったり、学校の校旗を切り刻んで水着を作ったり、余ったイナゴの佃煮をお裾分けに持って来たりと、随所に貧しさを感じさせる。
不良から弟達を助けてくれたジローに好意を抱いている。現在はゲンの代わりに高校へ潜入している。恋愛面では積極的に行動し乙型のレーダーに引っかかる為良く喧嘩になるが、なんだかんだで友達として仲良くやっている。
最終話のおまけまんがでは、（ジローとキョーコが結婚間近なのに）未だにジローを諦めていない。
作者は初期の構想では無口でクールな性格に考えていたが、回が進むにつれ妄想娘になっていった。またゲンより前に構想されていた模様。
草壁 ケンタ（くさかべ ケンタ）
ゲンの弟。快活そうな見た目の男の子。
草壁 アキラ（くさかべ アキラ）
ゲンの弟。落ち着いた雰囲気の男の子。でも少し天然の模様。

#### 「ギガレンジャー」
「極東方面第3部隊」として活動している。
黒澤 アキラ（くろさわ アキラ）
三葉ヶ岡高校文化祭の実行委員として登場。しかし、その正体は正義の味方で、隠密としてジローの動きを監視していた。「ギガブラック」の名で活動している。
キョーコと仲良くなり、正義の味方であることを隠しながら交友していた。貧乳で、エーコが触った感想では、キョーコより薄い可能性が示唆されている。そのことは本人も気にしているようで、大神の胸を羨ましがったり、貧乳を指摘されていると激昂する。
基本的に真面目な性格で、自分の正体を知られないよう努めていたが、周りは意外とあっさり受け入れた。友達が少なく一人カラオケ・一人ボウリングを趣味としており、その領域になると人格が一変する。戦闘能力はかなり高い。
正義の世界には体育会的なノリがあるらしく、後輩の草壁シズカは黒澤の前ではかしこまって低姿勢になる。一方で転校してきた大神とはソリが合わないが、要所では協力する腐れ縁となっている。
ジローから「正義の人間が困っている人を見捨てるのか？」という理由を突きつけられ、キルゼム部へ無理矢理入部させられてしまう。正義の人間が(一応)悪の組織に加担してしまった事が本部にバレたら大変ということで肝を冷やしている。はずだが、本人は結構まじめに部活に参加していたりする様子が見られる。
このように困っている人を見捨てられないという正義の使命を黄村にも上手く利用されてしまい、生徒会の副会長にも就任することになってしまう。
最終巻のおまけまんがでは、引き続き正義の味方をやっており、新しく組織に入った大神とコンビを結成している。

### 真世界（ネビロス）
世界征服を企む謎の組織。正義と悪のどちらにも属さない第3勢力。正義と悪のシステムは古いという思想をもつ。
正義と悪の両方を嫌っており、潰し合いをさせたり直接手を下したりしている。民間人を巻き込むことも厭わない過激派。メンバーは特殊な能力を持っている。
来栖 曜（くるす よう）
真世界（ネビロス）の一員で日本支部隊隊長。銀髪で細目の青年。通称「黒霧(ブラックミスト)」
三葉ヶ岡高校に在籍する正義と悪の関係者を排除する任務を受け大神とともに転入してきた。
糸目で常に笑っているような顔をしており、性格も軽め。右眉に傷痕がある。任務外の行動など脱線をしがちな事で大神から自重を促されている。
転校早々生徒会選挙に立候補し、裏では他の候補者を襲っていた。ジローや黒澤達の妨害が無ければ襲われた者は重症を負いかねなかったため、来栖の残忍さがうかがえる。
能力は殺気を自由な形にして操ることができ、飛ばすこともできる。それに加えて殺気に包むことで物質(自分含め人や殺意の塊)の空間転移も可能。
特殊な能力を持つゆえに周囲に疎まれた過去があり、報復しようとして正義や悪の組織に邪魔されたため、世界とそのシステムを壊そうと企んでいた。
ジローとの一騎打ちでは、世界に対する「殺意」を吐露して全力の攻撃を仕掛けるが、ジローに世界に対する「愛」を説かれ完敗した。
その後はジローの言葉の影響か、「世界を見る」と言って世界を旅している。旅の過程で己の小ささを痛感し、すっかり改心している様子。
最終話のおまけまんがにて直接の登場はなかったが、新世界（ネビロス）の残党が自由の女神を操って都市を破壊しているため、止めるのを手伝って欲しいと大神に救援のメールを送った。また、ジローがそれを聞いて「友のピンチ」と発言していることから、友好な関係を築いていることがうかがえる。
大神 姫乃（おおがみ ひめの）
真世界（ネビロス）の一員。おかっぱ頭の巨乳少女。感情の起伏があまりなくクール。右頬には常に絆創膏を貼っている。
来栖と同時に別のクラスに転入した。来栖よりも任務に忠実である。
空間のどこにでも足場を作る能力を持ち、加えて山野大神流という拳法を使う。繰り出す重い拳は黒澤を二回戦闘不能（一回目は不意打ち、二回目は手負いの状態で）にするなど、戦闘能力は高い。ただし三回目の対決では、黒澤に一撃でKOされた。
真世界とのバトル編が終わった後も、クラスメートとして登場し、最初こそ壁を作っていたが徐々にジロー達と馴染んでいく。
勉強の成績は全国模試で1位を取るほど高い(本人曰く一度見れば大体覚える)のだが、連載初期のジロー並みに世間の一般常識に疎いところがある。
一度本気の殴り合いをした黒澤とは対立を繰り返しながらも腐れ縁のような関係になっていく。
好きなことは戦う事と食べることで特に甘いものが好き。黒澤が大神のプリンを勝手に食べてしまったときは「万死に値する」として部室を破壊するほど怒った。
ジローのことは憎からず思っているようで、アイテムで性格が乙女チックになった際には真っ先にジローに抱きついていた。
最終巻のおまけまんがでは、黒澤と同じ正義の組織に入り、「ギガホワイト」としてコンビを結成している。
七緒 ありさ（ななお ありさ）
真世界（ネビロス）の一員。金髪の少女だが貧乳。黄村は「ロリのくせにケバい」と評している。通称「ポルターガイスト」
口調と性格はかなり荒っぽく手が早い。ネビロスの切込隊長を務め、正義と悪の組織撃退数No.1。
バイオリンケースに入れたナイフを自分の髪の毛で(他人が見ると)まるで勝手に飛んでいるように操ることが出来る。飛ばしたナイフは木を抉って貫通するほど強力。髪の毛自体も伸縮自在で木を複数本同時に根元から引っこ抜いて投げるほどの力がある。
キョーコ、ユキ、黄村のチームと対決。優勢に立っていたがユキの策に嵌って敗北した。苦し紛れに隙をついてユキを攻撃しようとしたが、最後はキョーコに蹴り飛ばされて失神した。
真世界とのバトル編ではまだ中学生で、単行本11巻のおまけ漫画ではブレザーを着ている。
最終巻のおまけまんがでは、三葉ヶ岡高校に入学し、キルゼム部を乗っ取って新世界（ネビロス）復活の礎にしようと画策していた。
木下 重蔵（きのした じゅうぞう）
真世界（ネビロス）の一員。白髪にヒゲでメガネの紳士。ありさの執事と護衛をしている。
「筋力増強(ブースター)」という筋力を10倍に強化する能力をもち、鋼のような防御力と目にも留まらぬ速さの攻撃を繰り出しサブロー達を大いに苦しめた。
「筋肉は美しく完成された男の武器」という思考を持っており、青木に「悔しいがナイスマッチョと呼ばざるを得ない」と言わしめた。
サブロー、赤城、青木と対決。圧倒的な強さを見せつけたが、パワーアップしたジローには叶わず一撃でKOされた。
基本的にありさの行くところにはどこにでもついていくようで、最終巻のおまけまんがで、ありさが三葉ヶ岡高校に入学した際にも同行していた。
マスクの男（仮称）
真世界（ネビロス）の一員。スーツ姿にマントを羽織っている。通称「ドッペルゲンガー」
20世紀少年に登場する「ともだち」のようなマスクをしており、素顔も名前も不明。
本人にそっくりな戦う分身を大量に作り出す能力を持ち、作中では砂浜の砂から分身を出現させていた。本体がやられない限り分身は何体でも作ることが出来る上に、本人以上に大きなサイズの分身も作り出せる。攻撃自体は体術と手を爪状に変化させるものと単純だが、シズカを圧倒し、乙型の足を切断出来るほど鋭い。
能力で翻弄して終始戦いを有利に進めていたが、到着したジローによって、本体と分身を全て一瞬で撃破されて敗北した。
その後の消息は不明。

### その他の登場人物
下町カイザー
作中に登場する漫画。全15巻(絶版)。ジローもキョーコもこの作品の大ファンで、この話題になると意気投合する。ただし、カイザーと呼ばれるひっつめ頭のダンディなヒゲのおっさんが主人公という事以外、どういった作品なのかは詳しく描かれていないため不明。作中では劇場版の制作や続編と思われる「続・下町カイザー」が発売されている。キョーコはカイザーのフィギュアを集めるのが趣味。
新見さん
ユキの家で働いているメイドさん。少し不思議な人物で、ユキ自身もキャラクターを掴みきれていない。ユキの身近な世話を担当しているので戦闘力も高い。
アヤの後輩たち
アヤが勤めるふくおか銀行の女性後輩2人。主に単行本のオマケ漫画に登場する。純粋なアヤにちょっかいを出したり、イジったりして楽しんでいる。黒髪のおかっぱが坂下、茶髪のショートが大沢。

## 備考
- 単行本の作者コメントで、当初は5巻まで連載を続けることを目標に掲げていたが、10巻以上も更新した。
- ほぼ毎週、作者のブログでその週の連載エピソードの解説や裏話を掲載している。
- 単行本の巻末オマケページが豊富で、4コマ漫画が6話ほど掲載される。サブキャラの登場率が高く、特にアヤは毎回登場している。
- 単行本第3巻の帯の推薦コメントには、鳩山由紀夫元首相のそっくり芸人・鳩山来留夫が登場し、「ニッポンの皆様。この作品には友愛が、満ち溢れております」と書かれていた。第7巻には漫画家・河合克敏が「こんな時代にあえて嬉し恥ずかしラブコメを全力で描いている藤木俊こそ男の中の男よ…」との推薦文を寄せている。
- 2012年1月から4月まで、4ヶ月連続で単行本（12〜15巻）を発売するという珍しい記録に挑戦した。
- 連載終了については打ち切りではなく、作者自身の判断で「高校卒業」というキリの良いところで終了させた。編集部からは「まだ続けてもいいよ」と言われていたとtwitterで明かしている。

## 単行本
- 第1巻 2009年05月18日発行 ISBN 4091220126
- 第2巻 2009年08月18日発行 ISBN 4091217257
- 第3巻 2009年11月18日発行 ISBN 4091218903
- 第4巻 2010年02月18日発行 ISBN 4091221661
- 第5巻 2010年05月18日発行 ISBN 4091222994
- 第6巻 2010年08月18日発行 ISBN 4091225101
- 第7巻 2010年11月23日発行 ISBN 409122668X
- 第8巻 2011年01月23日発行 ISBN 4091227724
- 第9巻 2011年04月18日発行 ISBN 4091228585
- 第10巻 2011年07月15日発行 ISBN 409123206X
- 第11巻 2011年11月18日発行 ISBN 4091233899
- 第12巻 2012年01月18日発行 ISBN 4091235190
- 第13巻 2012年02月17日発行 ISBN 4091235883
- 第14巻 2012年03月16日発行 ISBN 4091235891
- 第15巻 2012年04月18日発行 ISBN 4091236200
- 第16巻 2012年07月18日発行 ISBN 4091237754